# كين باورسوكس
كين باورسوكس (بالإنجليزية: Ken Bowersox)‏ (و. 1956 – م) هو ضابط، ورائد فضاء، وطيار اختبار من الولايات المتحدة الأمريكية . ولد في بورتسموث, فيرجينيا. تولى منصب قائد بعثة محطة الفضاء الدولية، البعثة 6 (25 نوفمبر 2002–3 مايو 2003) .

## ريادة الفضاء
شارك في المهمات الفضائية:
- STS-50[1]
- STS-113[1]
- البعثة 6[1]
- STS-82[1]
- STS-61[1]
- STS-73[1]
- Soyuz TMA-1.[1]

## التعليم
تعلم في U.S. Air Force Test Pilot School، وColumbia School of Engineering and Applied Science

## الخدمة العسكرية
خدم في بحرية الولايات المتحدة.

## جوائز
حصل على جوائز منها:
- Medal "For Merit in Space Exploration".